# Lill-Gäddtjärnen (Hackås socken, Jämtland)
Lill-Gäddtjärnen är en sjö i Bergs kommun i Jämtland och ingår i Indalsälvens huvudavrinningsområde.